# 退職手当債
退職手当債（たいしょくてあてさい）とは、地方公共団体職員の退職手当の支払いに充てる地方債のこと。

## 概要
地方公務員の「団塊の世代」問題による大量退職を迎え、退職手当支給の資金繰りが必要な自治体があることから、総務省は、2006年度から2015年度までの措置として、当該年度に支給すべき退職手当の合計額のうち平年度より多額である部分について、起債を認めている。
ただし、起債は「許可制」とされ、発行しようとする自治体は、職員の数の現況及び将来の見通し等を定めた計画を作成しなければならない。
背景として、過去の大量採用からくる職員の年齢構成のいびつさ（中高年層が多い）に加え、退職手当に備えた準備金的な制度のないこと、根本的には民間企業と比べて割高とされる退職手当制度そのものが指摘される。
また、2006年度から発行条件を緩和し、勧奨退職分に加えて定年退職分に充当することも認めた。